# 孙建方
孙建方（1957年—），汉族，中华人民共和国政治人物、第十一届全国政协委员。
加入中国农工民主党，担任农工党江苏省委副主委、中国医学科学院皮肤病研究所副所长。2008年，当选第十一届全国政协委员，代表医药卫生界，分入第四十五组。